# Edmund Stein
Edmund Menahem Stein (ur. 20 listopada 1893 w Dobromilu, zm. 5 listopada 1943 na Majdanku) – polski historyk filozofii, starożytności, filolog klasyczny, nauczyciel, pisarz żydowskiego pochodzenia. Profesor i rektor Instytutu Nauk Judaistycznych w Warszawie.

## Życiorys
Urodził się 20 listopada 1893 roku w rodzinie Lejby i Bruchy z Reicherów. Ojciec był pracownikiem kancelarii adwokackiej w Starym Samborze. Edmund uczył się prywatnie, 4 klasy szkoły powszechnej i 7 gimnazjalnej. W 1914 roku został powołany do armii austriackiej w której służył do lutego 1918 roku. W 1918 roku zdał do 8 klasy gimnazjum w Samborze. Po zdaniu matury (1919 rok) zostaje przyjęty na Wydział Filozoficzny Uniwersytetu Jagiellońskiego. W 1921 roku składa pracę Szkoła eleacka w świetle dialogu platońskiego „Parmenides” oraz Epikureizm Lukrecjusza. W lipcu 1921 roku składa pracę z zakresu archeologii Głowa Meduzy. Kończy równolegle Studium Pedagogiczne (1922). 26 czerwca 1923 roku profesorowie: Sinko, Sternbach i Mycielski, pod przewodnictwem dziekana profesora Kallenbacha, przyjmują egzamin Steina z archeologii i filologii klasycznej, wystawiając mu ocenę celującą. 
W 1928 roku otrzymał posadę wykładowcy w Instytucie Judaistyki w Warszawie. Wykładał historię Żydów w okresie hellenistycznym i rzymskim, midrasz i średniowieczną historię Żydów. 
W 1929 roku ukończył studia w Hochschule für die Wissenschaft des Judentums w Berlinie jako uczeń Leo Baecka i Juliusa Guttmana. Jako członek Tarbutu został mianowany inspektorem hebraistyki dla dwujęzycznych liceów z siedzibą w Łodzi. Ponadto zasiadał w zarządzie Związku Pisarzy i Dziennikarzy Hebrajskich w Polsce, a od 1937 roku został jego przewodniczącym.
W roku akademickim 1929/1930 był jednym z dziewięciu pracujących w Instytucie docentów. Był docentem Midraszu oraz historii i literatury Żydów w epoce grecko-rzymskiej.
Edmund Stein był też głównym i najbardziej wnikliwym, krytykiem tez znanego filologa klasycznego Tadeusza Zielińskiego.
W 1933 roku odbył się Międzynarodowy Kongres Nauk Historycznych w  Warszawie, na którym historycy żydowscy zorganizowali osobną sekcję. Wśród referentów tej sekcji byli: Majer Bałaban, Ignacy Schiper, Emanuel Ringelblum i Edmund Stein.
W latach 1938–1939 był rektorem Instytutu Judaistyki w Warszawie.
W czasie wojny przebywał w getcie w Warszawie. Wiosną 1941 roku, kiedy Judenrat zorganizował seminarium nauczycielskie, kształcił nauczycieli judaistycznych. Równolegle działał w getcie w hebrajskiej organizacji kulturalnej Tekumah od początku 1941 roku do lata 1942 roku. Współpracował z „Gazetą Żydowską”, za co był krytykowany. Tłumaczył w tym czasie na hebrajski dzieła Platona, Anakreona oraz innych greckich myślicieli i filozofów. Poza tym wygłaszał prelekcje na rozmaitych seminariach He-Chalucu, Ha-Szomer Ha-Cair, w hebrajskim gimnazjum, w towarzystwie hebraistów „Tkuma”.
W 1943 roku jego żonę i syna deportowano do Treblinki, gdzie zostali zamordowani. Mimo propozycji, nie chciał przejść na stronę aryjską, by szukać ratunku. W tym samym roku wywieziono go do esesowskiego obozu pracy w Trawnikach. W bardzo ciężkich warunkach wygłaszał nadal różne prelekcje. Komendant obozu stworzył listę wybitnych Żydów, dla ewentualnej wymiany na Niemców. Wywieziono ich do Lublina, następnie rozstrzelano w Majdanku 5 listopada 1943 roku.
Przetłumaczył na język hebrajski pisma historyczne Filona z Aleksandrii (1936); pisma filozoficzne Marka Tulliusza Cycerona (1937); trzy księgi apokryfów (1937); oraz autobiografię Józefa Flawiusza (1933). Jego książki zostały przetłumaczone na język hebrajski, niemiecki, francuski i łaciński.

## Publikacje
- Ideały judaizmu, Warszawa 1939.
- Majmonides jako arystotelik żydowski, Warszawa 1937.
- Świat zwierzęcy w Biblji i Talmudzie, Warszawa 1932.
- Judaizm i hellenizm (1928)
- Dat we-daat (Religia i wiedza; 1938)
- Die allegorische exegese des Philo aus Alexandreia (1929)
- Philo und der Midrasch; Philos Schilderung der Gestalten des Pentateuch verglichen mit der des Midrasch.
- Filon z Aleksandrii. Człowiek, dzieła i nauka filozoficzna (1931)